# Valderøya
Valderøy eller Valderøya er en ø i Giske kommune på Sunnmøre. Den omtales nu som Valderøya af Kartverket. Øen er kommunens mest folkerige med 4.254 indbyggere pr. 1. maj 2020. Kommunecenteret for Giske ligger i Valderhaugstrand på sydenden af øen.
Der er broforbindelse til Vigra over Gjøsund og undersøisk tunnelforbindelse (Valderøytunnelen) til Ellingsøy og Ålesund. Der er også broforbindelse til øen Giske, som igen har tunnelforbindelse til Godøya. Valderøy har hurtigbådsforbindelse til Hareid. I forbindelse med anløbene er der som oftest busforbindelse til og fra Ålesund lufthavn, Vigra.
Valderøy ligger nær Ålesund, og har derfor haft jævn vækst i befolkning da det er let at komme til både Ålesund centrum og de indre bydele. I efteråret 2009 blev bompengeperioden ved Ålesundstunnelerne afsluttet, hvilket har udløst stærkere befolkningsvækst.
Mod vest ligger Ytterland og Skjong. På den sydlige del ligger Valderhaug, og på den østlige del ligger Nordstranda og Skaret. Lidt længer mod nord er Oksnes og Sætra.
- Idrætsklubben på Valderøya hedder IL Valder.
- Avisen Øy-Blikk er blevet udgivet på Valderøya siden 1985.[3]

## Historie
Skjonghelleren på Valderøya er et værdifudlt fortidsminde med aflejringer som blandt andet viser hvordan den magnetiske Nordpol har ændret sig. Man har også fundet rester af fugle og andre dyr som er omkring 30.000 år gamle. 
Skjonghelleren blev udformet i istiden. Højeste naturlige punkt på Valderøy er Signalen som ligger 231 meter over havet.
Et af de ældste huse på Valderøya er Valderøy prestebolig (officielt Giske prestebustad) i Valderhaugstranda.